# متروی پاریس

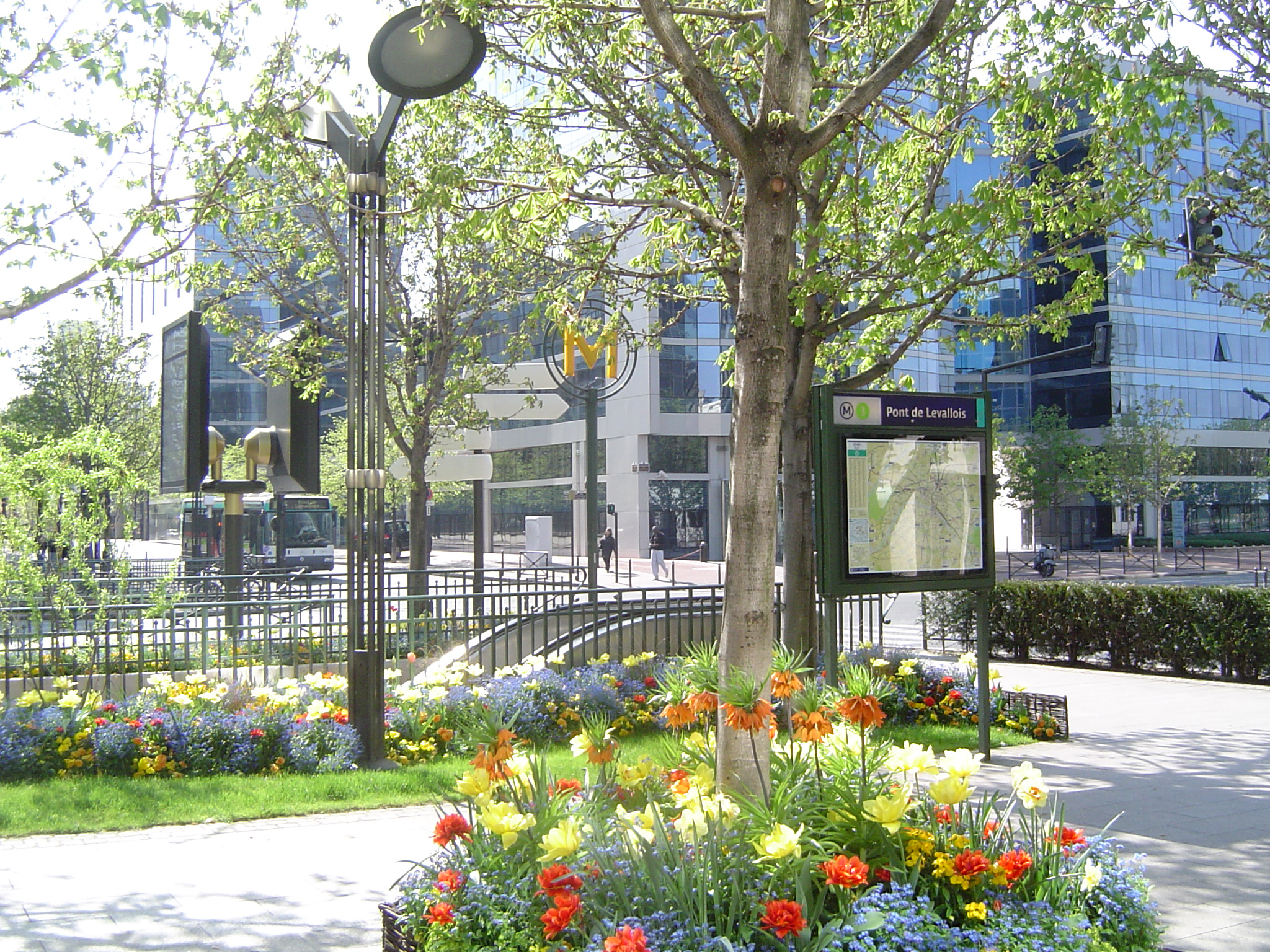
ورودیه ایستگاه پل لوالوآ

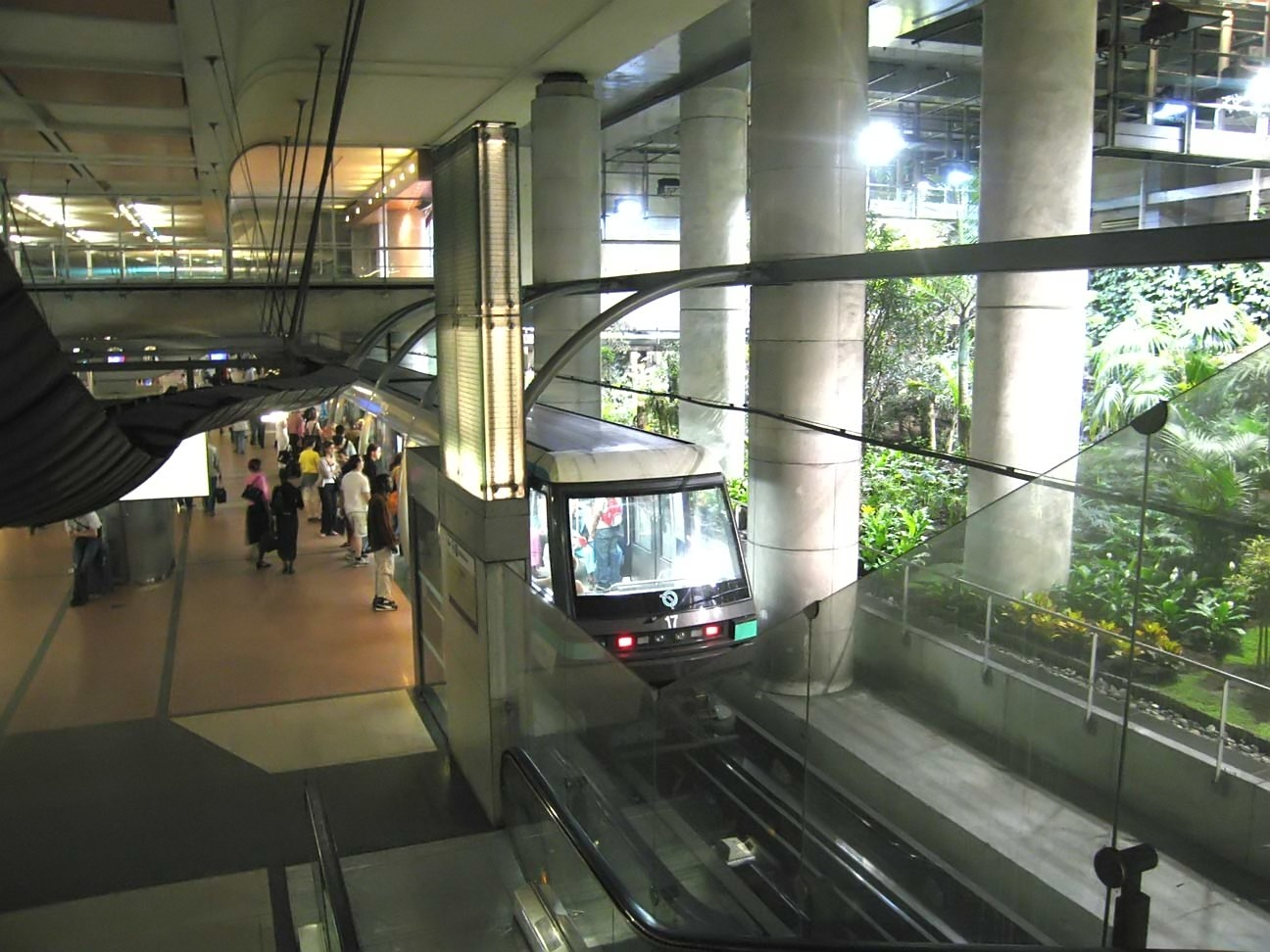
یکی از ایستگاه‌های خط ۱۴ مترو پاریس

متروی پاریس (به فرانسوی: Métro de Paris) بخشی از سامانه ترابری شهری پاریس است که در فرانسه آن را متروپولیتن می‌نامند. آثار معماری به سبک هنر نو موجود در این مترو شهرت جهانی دارد.
متروی پاریس شامل ۱۴ خط عموماً زیرزمینی به درازا ۲۱۴ کیلومتر است. در مجموع، این خط‌ها دارا ۳۰۳ ایستگاه است که با توجه به کاربرد چندگانه بعضی از ایستگاه‌ها در ۲ یا چند خط، تعداد کل ایستگاه‌ها به ۳۸۴ ایستگاه می‌رسد.
متروی پاریس بیشترین فضا ایستگاه‌ها را در بین متروهای جهان داراست. مجموع مساحت ۲۴۵ ایستگاه این مترو به ۴۱ کیلومتر مربع می‌رسد.
خطوط از شماره ۱ تا ۱۴ نام‌گذاری شده‌اند. علاوه بر این ۱۴ خط، متروی پاریس شامل ۲ خط کوچک نیز می‌شود. این ۲ خط در واقع بخشی از خطوط ۳ و ۷ به شمار می‌روند که به صورت مستقل کار می‌کنند.
متروی پاریس پس از متروی مسکو پرکارترین متروی اروپا محسوب می‌شود.
این مترو روزانه بیش از ۴٫۵ میلیون نفر را جابجا می‌کند. در سال ۲۰۰۶ متروی پاریس ۱٬۴۰۹ میلیارد نفر را جابجا کرده است که مقام ششم پرمسافرترین متروی جهان را داراست.
ایستگاه شاتله له‌آل بزرگترین ایستگاه مترو جهان است که جزء متروی پاریس محسوب می‌شود.
متروی پاریس از نظر طول با ۲۱۴ کیلومتر سومین مترو گسترده جهان است.
متروی پاریس در سال ۱۹۰۰ به مناسبت نمایشگاه جهانی به بهره‌برداری رسید.

## تاریخچه
نخستین خط متروی پاریس در سال ۱۹۰۰ به خاطر نزدیک شدن پنجمین نمایشگاه جهانی در پاریس راه‌اندازی شد. ساخت مترو تا جنگ جهانی اول به سرعت گسترش یافت و زیرسازی‌ها تا دهه ۱۹۲۰ تکمیل شد. اتصال به حومه و احداث خط ۱۱ مربوط به دهه ۱۹۳۰ بود. جنگ جهانی دوم ۱۹۴۵ - ۱۹۳۹ بیشترین تاثیر را روی مترو گذاشت. خدمات محدود شد و بسیاری ایستگاه‌ها حتی تا دهه ۱۹۶۰ بسته شدند. با افزایش ناگهانی جمعیت طی سال‌های ۱۹۵۰ مترو در ساعاتی از روز با ازدحام جمعیت مواجه شد و فاصله کم بین ایستگاه‌ها موجب کندی شبکه شد. پاریس به عنوان راه‌حل خط‌های حومه را در دهه ۱۹۶۰ به قسمت‌های جدید در مرکز شهر اتصال داد. خط‌های ۷، ۸ و ۹ قسمت‌های تجاری و اداری را به مناطق مسکونی شمال - شرق و جنوب - غرب متصل می‌کنند. در اکتبر ۱۹۹۸ خط ۱۴ افتتاح شد که در طول ۱۱ سال اولین خطی کاملاً جدید بود و هنوز هم تنها خط کاملاً اتوماتیک در کل شبکه است.

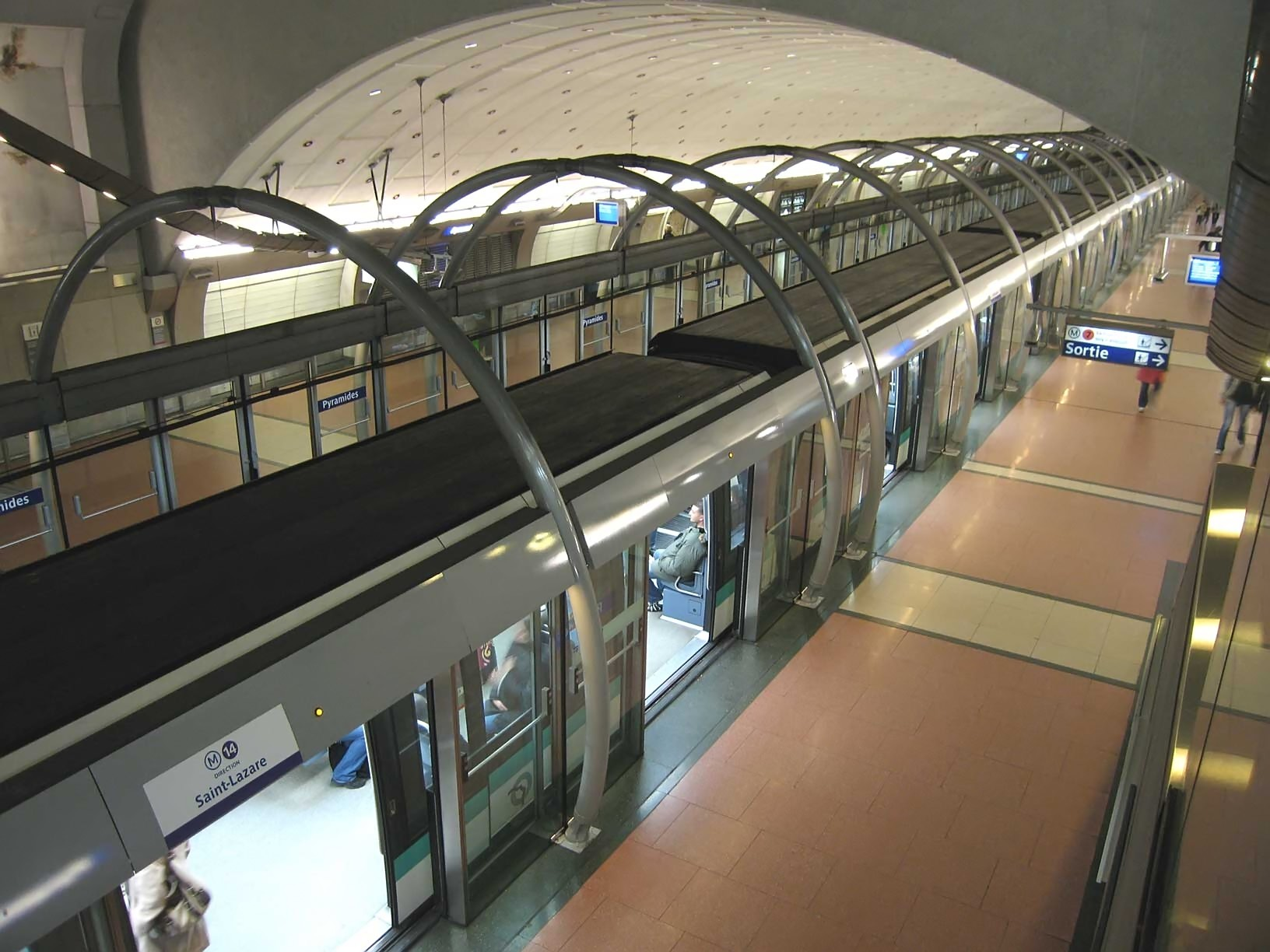
ایستگاه پایرامید از خط ۱۴ متروی پاریس. شیشه‌های محافظ برای جلوگیری از افتادن مسافران بر روی ریل مترو یا برخورد با برق فشارقوی کارگزاری شده‌است.

## روش‌های دسترسی
فروش بلیت به دو صورت ساده و هوشمند انجام می‌گیرد که از طریق کیوسک‌ها و هم به صورت خودکار قابل تهیه است. بلیت استاندارد برای یک‌بار سفر که در اتوبوس و تراموا نیز قابل استفاده است ١.٨ یورو می‌باشد . بلیت‌ها به صورت روزانه، هفتگی، ماهانه و سالانه هستند.
در حال حاضر بیشتر شهروندان پاریس داری کارت ناویگو NaviGo هستند که می‌توان آن را به صورت هفتگی ماهانه و فصلی شارژ کرد.
کارت‌های سفر یک روزه، دو روزه سه یا پنج روزه بیشتر برای توریست‌ها در نظر گرفته شده است. البته بهتر است در صورتی که سفرتان از روز دوشنبه آغاز می‌شود و بیش از ۵ روز ادامه دارد، از کارت هفتگی که شامل ۱۰% تخفیف است، استفاده کنید.
بلیت مخصوص تعطیلات آخر هفته برای جوانان زیر ۲۶ سال فقط روزهای شنبه و یک شنبه معتبر است. قیمت آن برای مناطق ۳-۱، ۳٫۳۰ فرانک و برای مناطق ۶-۱ و نیز سایر مناطق ۸٫۲۰ فرانک است.

## خط‌ها
| نام خط                | نام خط  | افتتاح | آخرین توسعه | ایستگاه‌ها | طول                      | متوسط داخل ایستگاه | جابه‌جایی (سالیانه) | ایستگاه‌های پایانی                                |
| --------------------- | ------- | ------ | ----------- | --------- | ------------------------ | ------------------ | ------------------ | ------------------------------------------------ |
| Paris Métro Line 1    | خط ۱    | ۱۹۰۰   | ۱۹۹۲        | ۲۵        | ۱۶.۶ کیلومتر / ۱۰.۳ مایل | ۶۹۲ متر            | ۲۱۳٬۹۲۱٬۴۰۸        | La Défense Château de Vincennes                  |
| Paris Métro Line 2    | خط ۲    | ۱۹۰۰   | ۱۹۰۳        | ۲۵        | ۱۲.۳ کیلومتر / ۷.۷ مایل  | ۵۱۳ متر            | ۹۵٬۹۴۵٬۵۰۳         | Porte Dauphine Nation                            |
| Paris Métro Line 3    | خط ۳    | ۱۹۰۴   | ۱۹۷۱        | ۲۵        | ۱۱.۷ کیلومتر / ۷.۳ مایل  | ۴۸۸ متر            | ۹۱٬۶۵۵٬۶۵۹         | Pont de Levallois Gallieni                       |
| Paris Métro Line 3bis | خط ۳بیس | ۱۹۷۱   | ۱۹۷۱        | ۴         | ۱.۳ کیلومتر / ۰.۸ مایل   | ۴۳۳ متر            | ۹۱٬۶۵۵٬۶۵۹         | Porte des Lilas Gambetta                         |
| Paris Métro Line 4    | خط ۴    | ۱۹۰۸   | ۲۰۱۳        | ۲۷        | ۱۲.۱ کیلومتر / ۶.۶ مایل  | ۴۲۴ متر            | ۱۵۵٬۳۴۸٬۶۰۸        | Porte de Clignancourt Mairie de Montrouge        |
| Paris Métro Line 5    | خط ۵    | ۱۹۰۶   | ۱۹۸۵        | ۲۲        | ۱۴.۶ کیلومتر / ۹.۱ مایل  | ۶۹۵ متر            | ۹۲٬۷۷۸٬۸۷۰         | Bobigny Place d'Italie                           |
| Paris Métro Line 6    | خط ۶    | ۱۹۰۹   | ۱۹۴۲        | ۲۸        | ۱۳.۶ کیلومتر / ۸.۵ مایل  | ۵۰۴ متر            | ۱۰۴٬۱۰۲٬۳۷۰        | ایستگاه متروی شارل دوگل - اتوال Nation           |
| Paris Métro Line 7    | خط ۷    | ۱۹۱۰   | ۱۹۸۷        | ۳۸        | ۲۲.۴ کیلومتر / ۱۳.۹ مایل | ۶۰۵ متر            | ۱۲۱٬۳۴۱٬۸۳۳        | La Courneuve Villejuif Mairie d'Ivry             |
| Paris Métro Line 7bis | خط ۷بیس | ۱۹۶۷   | ۱۹۶۷        | ۸         | ۳.۱ کیلومتر / ۱.۹ مایل   | ۴۴۳ متر            | ۱۲۱٬۳۴۱٬۸۳۳        | Louis Blanc Pré Saint-Gervais                    |
| Paris Métro Line 8    | خط ۸    | ۱۹۱۳   | ۲۰۱۱        | ۳۸        | ۲۳.۴ کیلومتر / ۱۳.۸ مایل | ۶۱۴ متر            | ۹۲٬۰۴۱٬۱۳۵         | Balard Pointe du Lac                             |
| Paris Métro Line 9    | خط ۹    | ۱۹۲۲   | ۱۹۳۷        | ۳۷        | ۱۹.۶ کیلومتر / ۱۲.۲ مایل | ۵۴۴ متر            | ۱۱۹٬۸۸۵٬۸۷۸        | Pont de Sèvres Mairie de Montreuil               |
| Paris Métro Line 10   | خط ۱۰   | ۱۹۲۳   | ۱۹۸۱        | ۲۳        | ۱۱.۷ کیلومتر / ۷.۳ مایل  | ۵۳۲ متر            | ۴۰٬۴۱۱٬۳۴۱         | Boulogne Gare d'Austerlitz                       |
| Paris Métro Line 11   | خط ۱۱   | ۱۹۳۵   | ۱۹۳۷        | ۱۳        | ۶.۳ کیلومتر / ۳.۹ مایل   | ۵۲۵ متر            | ۴۶٬۸۵۴٬۷۹۷         | Châtelet Mairie des Lilas                        |
| Paris Métro Line 12   | خط ۱۲   | ۱۹۱۰   | ۲۰۱۲        | ۲۹        | ۱۳.۹ کیلومتر / ۸.۶ مایل  | ۵۱۵ متر            | ۸۱٬۴۰۹٬۴۲۱         | Front Populaire Mairie d'Issy                    |
| Paris Métro Line 13   | خط ۱۳   | ۱۹۱۱   | ۲۰۰۸        | ۳۲        | ۲۴.۳ کیلومتر / ۱۵.۰ مایل | ۷۷۶ متر            | ۱۱۴٬۸۲۱٬۱۶۶        | Châtillon - Montrouge Saint-Denis Les Courtilles |
| Paris Métro Line 14   | خط ۱۴   | ۱۹۹۸   | ۲۰۰۷        | ۹         | ۹ کیلومتر / ۵.۶ مایل     | ۱,۱۲۹ متر          | ۶۲٬۴۶۹٬۵۰۲         | Saint-Lazare Olympiades                          |

## نگارخانه

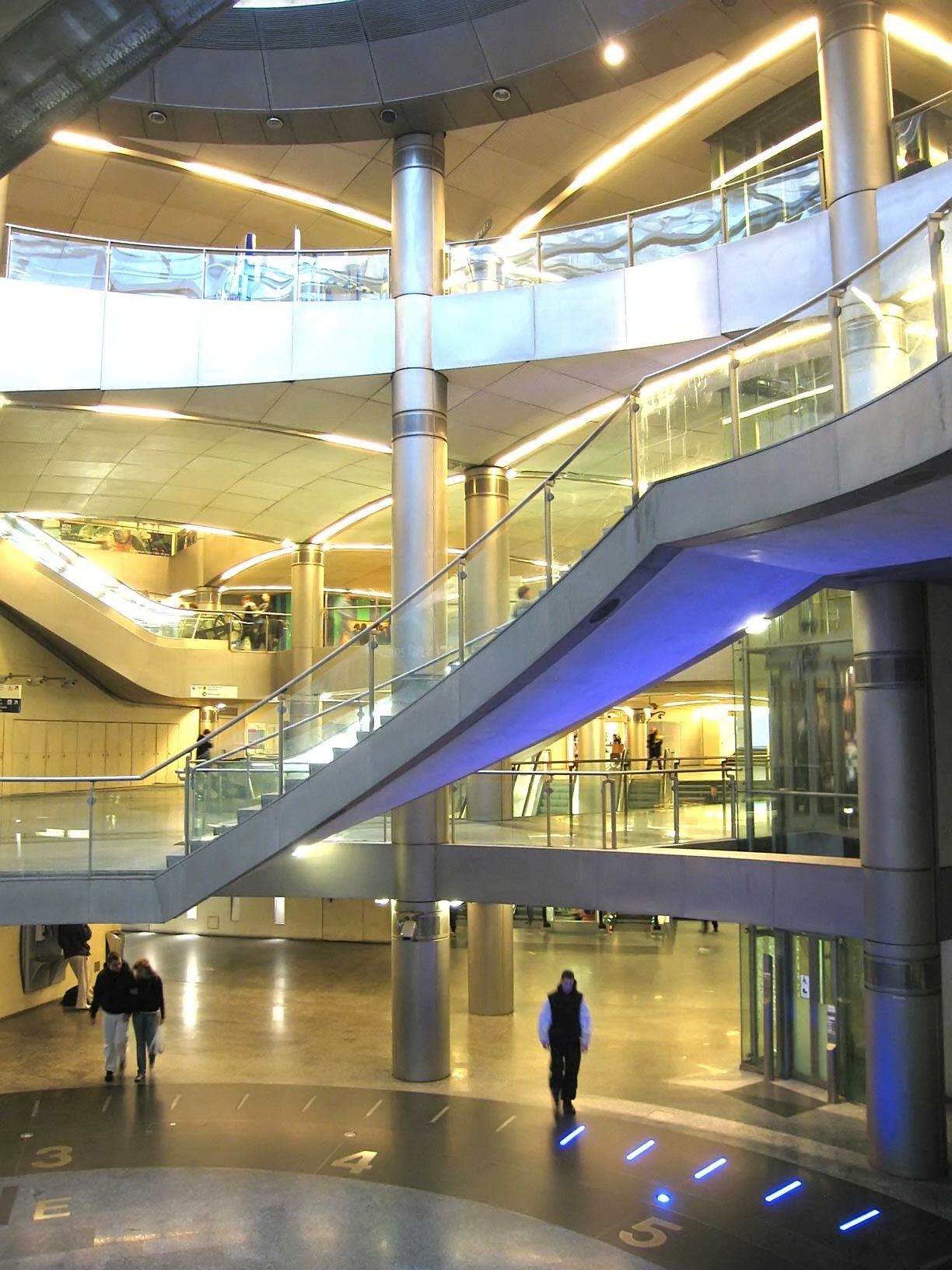
ایستگاه سن لازار
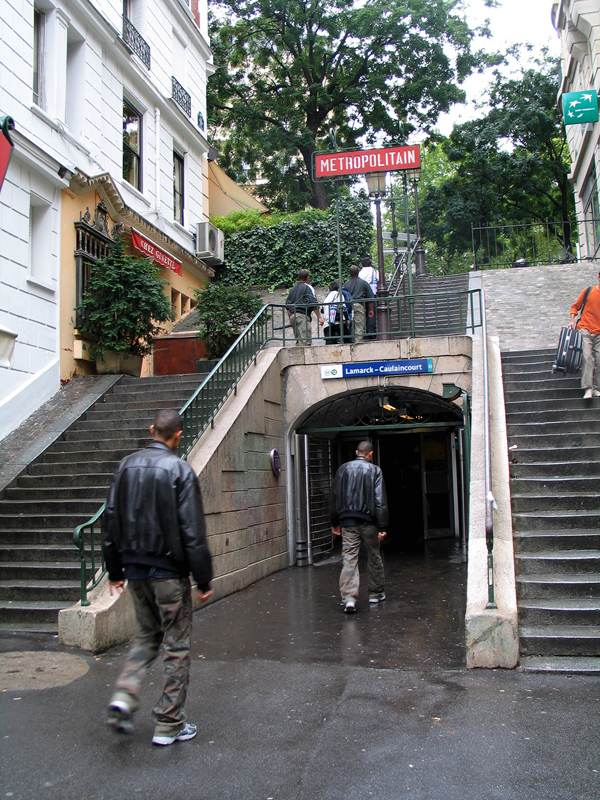
ورودیه ایستگاه لامارک
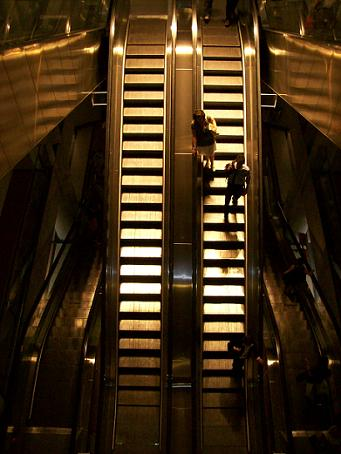
ورودیه یکی از ایستگاه‌های متروی پاریس
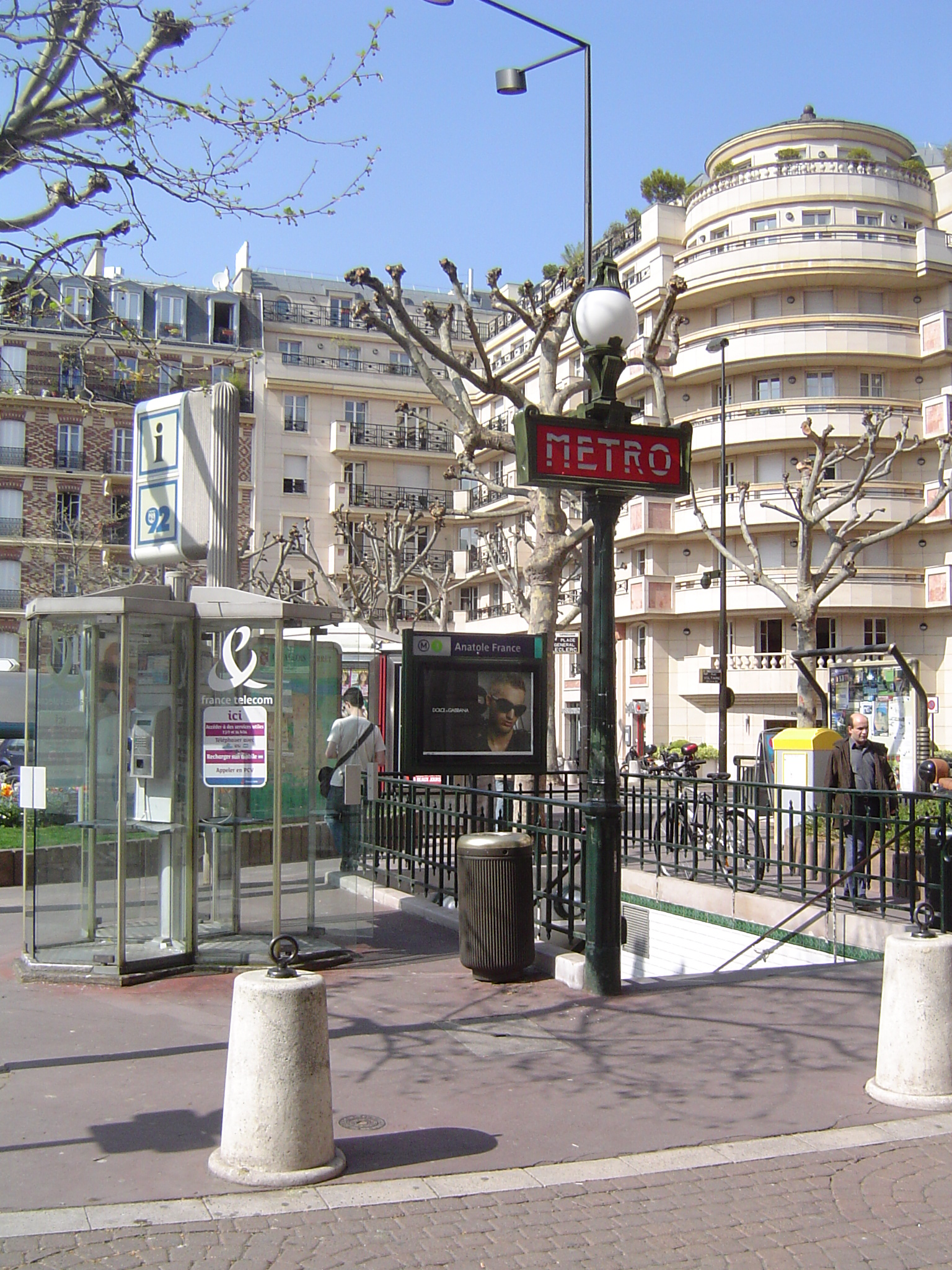
ورودیه ایستگاه آناتول فرانس
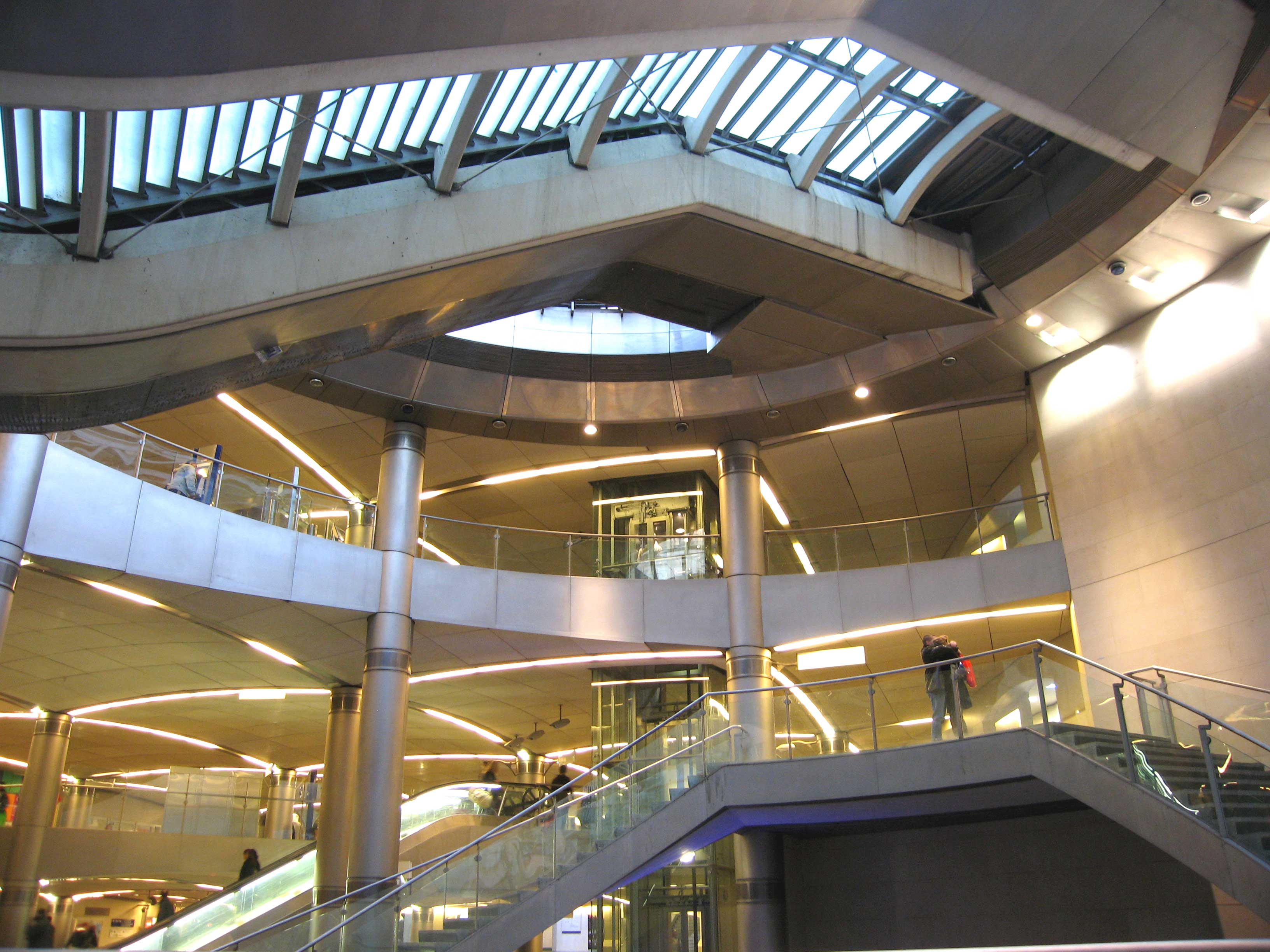
ایستگاه سن لازار
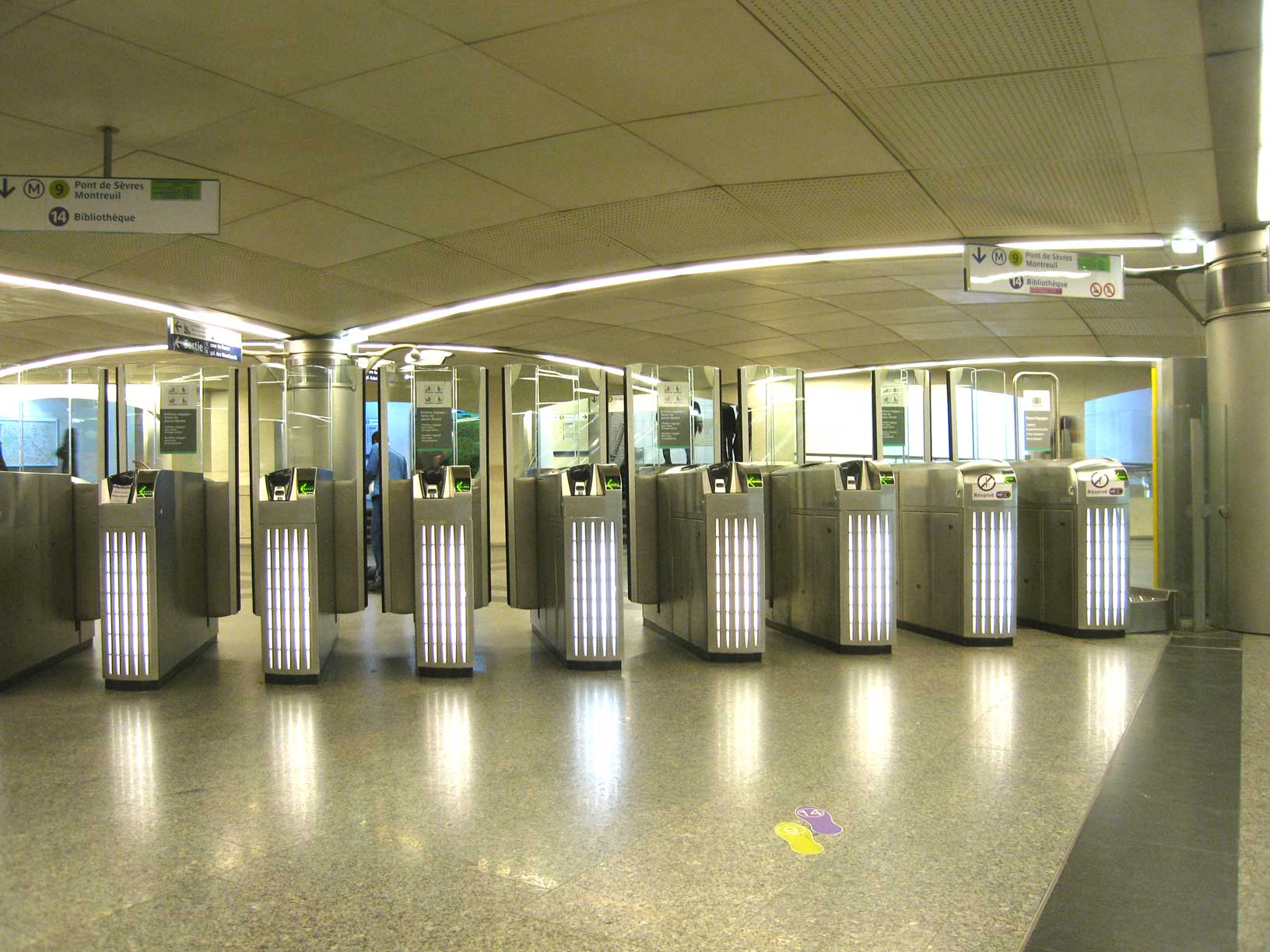
گیت‌های ورودی ایستگاه سن لازار
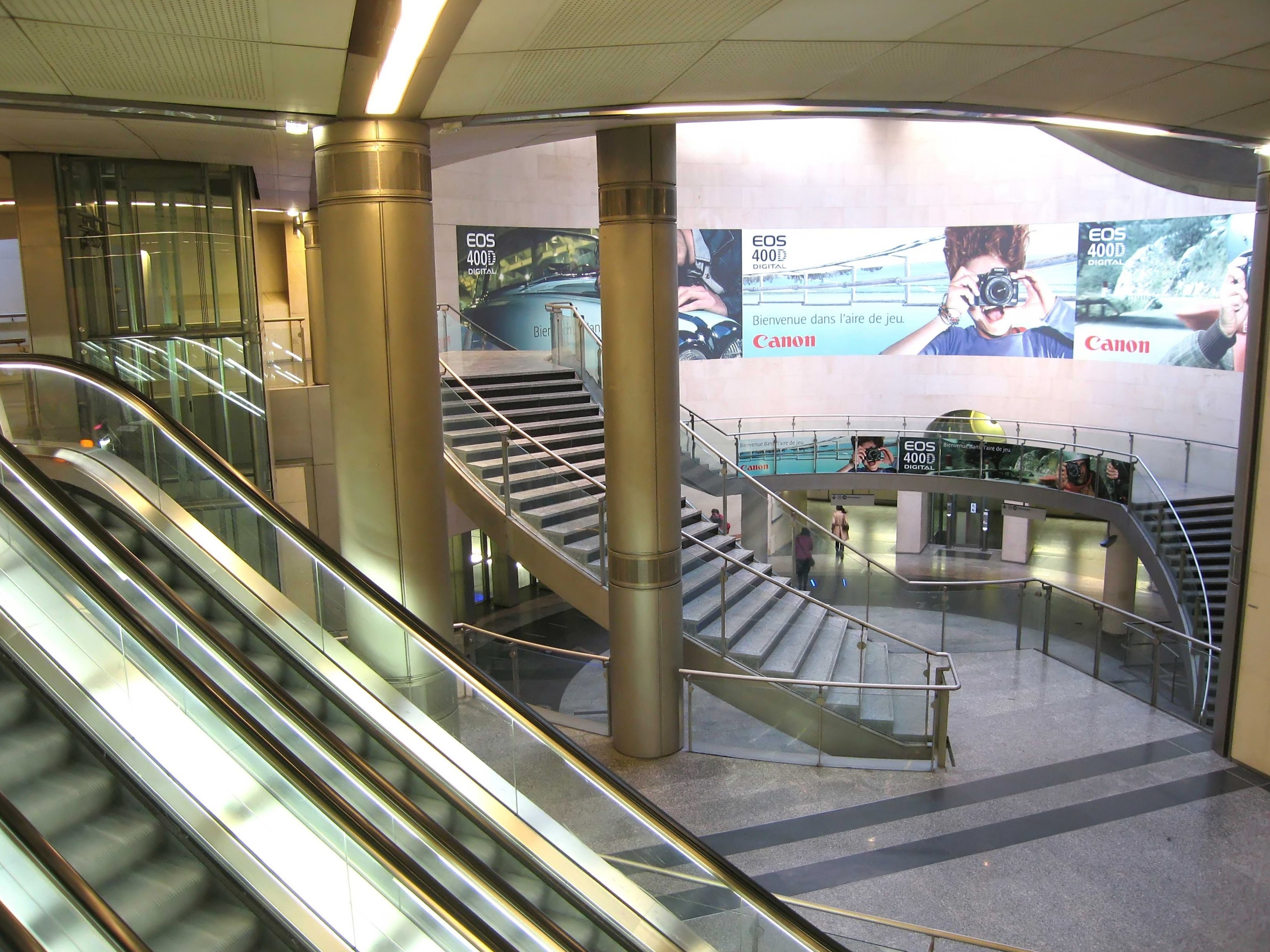
ایستگاه سن لازار